# The Legend of Tom Dooley
The Legend of Tom Dooley (br.: Assassino Covarde) é um filme de faroeste estadunidense de 1959, dirigido por Ted Post para a Columbia Pictures. O roteiro do também produtor Stanley Shpetner se baseia na antiga canção folclórica (folk) Tom Dooley, que por sua vez foi inspirada no fato da vida real sobre o assassino condenado Tom Dula. A balada é a canção-tema do filme e é cantada pelo Kingston Trio, que se tornou um grande sucesso das paradas do país em 1958. O roteiro é consistente com os versos cantados mas tem pouca similaridade com o caso do assassino real.

## Elenco
- Michael Landon...Tom Dooley
- Jo Morrow...Laura Foster
- Jack Hogan...Charlie Grayson
- Richard Rust...Country Boy
- Dee Pollock...Abel
- Ken Lynch...Padre
- Howard Wright...Xerife Joe Dobbs
- Ralph Moody...Doc Henry
- Cheerio Meredith...Meg
- Jeff Morris...soldado confederado
- Gary Hunley...menino, neto do médico

## Sinopse
Ao fim da Guerra Civil, o soldado confederado Tom Dooley lidera seus homens num assalto a uma diligência, escoltada por dois soldados da União. Um dos passageiros reage e após o tiroteio, os soldados da União estão mortos e outro dos passageiros, um soldado confederado que fora baleado, avisa a Dooley que ele cometera um erro pois a guerra acabara. O amigo de Dooley, Country Boy, deseja fugir para evitar o enforcamento por assassinato, mas o rapaz quer antes ir até a casa da noiva, Laura Foster, para levá-la junto com eles. O xerife é avisado e Dooley e seus homens passam a sofrer intensa perseguição, que durará até o fim trágico de todos.